# Мистер Маркус
Мистер Маркус (англ. Mr. Marcus, родился 4 сентября 1970 г., Помона, Калифорния, США) — сценический псевдоним Джесси Спенсера (англ. Jesse Spencer), американского порноактёра и режиссёра.

## Биография
Родился в Помоне, штат Калифорния, 4 сентября 1970 года. Прежде чем стать порноактёром, работал водителем грузовика. Начал карьеру в порноиндустрии в 1994 году. Женился в начале 1990-х, имеет двоих детей.
В качестве актёра либо режиссёра участвовал в съёмках более 1800 фильмов.

## Награды
- 1998 XRCO Award — исполнитель года[6]
- 1999 AVN Award – лучшая сцена группового секса, фильм (The Masseuse 3)[7]
- 2001 XRCO Award – лучшая сцена триолизма (Up Your Ass 18)[6]
- 2003 AVN Award – лучший актёр второго плана, фильм (Paradise Lost)[7]
- 2006 зал славы XRCO[8][9]
- 2009 зал славы AVN [10]
- 2009 AVN Award – лучшая парная сцена секса (Cry Wolf)[11]
- 2009 Urban X Award – Crossover Male[12]
- 2009 Urban X Award – исполнитель года[12]
- 2010 AVN Award – лучшая сцена двойного проникновения (Bobbi Starr and Dana DeArmond's Insatiable Voyage)[13]
- 2011 — Зал славы Legends of Erotica[14]